# Cattedrale di San Francesco d'Assisi (Santa Fe)
La basilica cattedrale di San Francesco d'Assisi (in inglese: Cathedral Basilica of Saint Francis of Assisi), più comunemente conosciuta come cattedrale di San Francesco (Saint Francis Cathedral), è una cattedrale cattolica situata a Santa Fe, nel Nuovo Messico. È la chiesa madre dell'arcidiocesi di Santa Fe.

## Storia
La cattedrale venne costruita per volontà dell'arcivescovo Jean Baptiste Lamy tra il 1869 e il 1886 sul sito di una più antica chiesa in adobe, La Parroquia, edificata intorno al 1714-1717. Ancor prima, una chiesa nel medesimo sito, eretta nel 1626, venne distrutta nel 1680, durante la rivolta del Pueblo. La nuova cattedrale fu innalzata intorno a La Parroquia, la quale fu smantellata una volta completata la costruzione. Una piccola cappella sul lato nord della cattedrale è tutto ciò che resta della vecchia chiesa.
Su influenza dell'arcivescovo Lamy, francese di nascita, e in contrasto con gli edifici circostanti, la cattedrale di San Francesco è stata progettata in stile neoromanico, caratterizzata da archi a tutto sesto separati da colonne corinzie e torri quadrate tronche. Il grande rosone frontale e quelli dei dodici Apostoli ai lati della navata provengono da Clermont-Ferrand, in Francia. I due campanili, che il progetto originario prevedeva ben più sviluppati in altezza e sormontati da guglie, non vennero mai completati per mancanza di fondi.
Nel 2005 venne realizzata la vetrata circolare, nella parte superiore della facciata, con la colomba dello Spirito Santo, copia di quella realizzata nel XVII secolo, su disegno del Bernini, per la basilica di San Pietro a Roma.
La cattedrale di San Francesco è stata ufficialmente elevata a basilica dal papa Benedetto XVI il 4 ottobre 2005.